# 달수, 부메랑을 맞다
《달수, 부메랑을 맞다》는 1999년 6월 4일에 MBC에서 방영한 베스트극장으로, 달수 시리즈의 여섯 번째 이야기로 이번에는 빚보증을 주선했다가 빚더미에 앉게 된 달수를 통해 실업문제가 결코 남의 일이 아님을 보여준다.

## 줄거리
달수는 IMF 이후 1년째 직업을 구하지 못하고 있는 대학 서클 친구 장실을 만난다. 달수는 형기를 보증인으로 세워 장실의 사업자금 대출을 주선하고, 사업을 시작한 장실은 어느날 자동차로 아이를 치는 사고를 낸 뒤 잠적해 버린다.

## 등장 인물

### 주요 인물
- 강남길 : 강달수 역
- 임예진 : 은숙 역 - 달수의 아내
- 김민우 : 강영민 역 - 달수의 아들

### 그 외 인물
- 조형기 : 형기 역 - 달수의 친구
- 이희도 : 장실 역 - 달수의 친구
- 윤여정
- 송도순
- 현석 : 달수의 직장상사 역
- 최용민
- 정한헌
- 김수연
- 이영희
- 김혜선
- 최범호
- 손민우
- 박미영
- 김민정
- 김용희
- 장우승
- 장현주